# Марко Ді Чезаре
Марко Ді Чезаре (ісп. Marco Di Cesare, нар. 30 січня 2002, Мендоса) — аргентинський футболіст, захисник клубу «Расінг» (Авельянеда).
Виступав, зокрема, за клуб «Архентінос Хуніорс».

## Ігрова кар'єра
Народився 30 січня 2002 року в місті Мендоса. Вихованець футбольної школи клубу «Архентінос Хуніорс». Дорослу футбольну кар'єру розпочав 2020 року в основній команді того ж клубу, в якій провів три сезони, взявши участь у 26 матчах чемпіонату. 
До складу клубу «Расінг» (Авельянеда) приєднався 2024 року. Станом на 12 липня 2024 року відіграв за команду з Авельянеди 7 матчів у національному чемпіонаті.

## Титули і досягнення
- Володар Південноамериканського кубка (1):

«Расінг»: 2024
- Переможець Рекопи Південної Америки (1):

«Расінг»: 2025